# 阜新市高级中学
阜新市高级中学，简称阜新市高或FXSG，是位于辽宁省阜新市的一所普通高级中学，系辽宁省首批重点高中。

## 学校简介
阜新市高级中学坐落于阜新市细河区八一路59号，现有占地面积70026平方米，建筑面积41024平方米。有63个教学班，2975名学生，269名教职工，专任教师146人，高级教师80人，全国教育系统劳动模范3名，省特级教师3名，外籍教师4名（2022）。2003年被省政府命名为辽宁省模范高中（全省仅5所）。

### 学校建筑

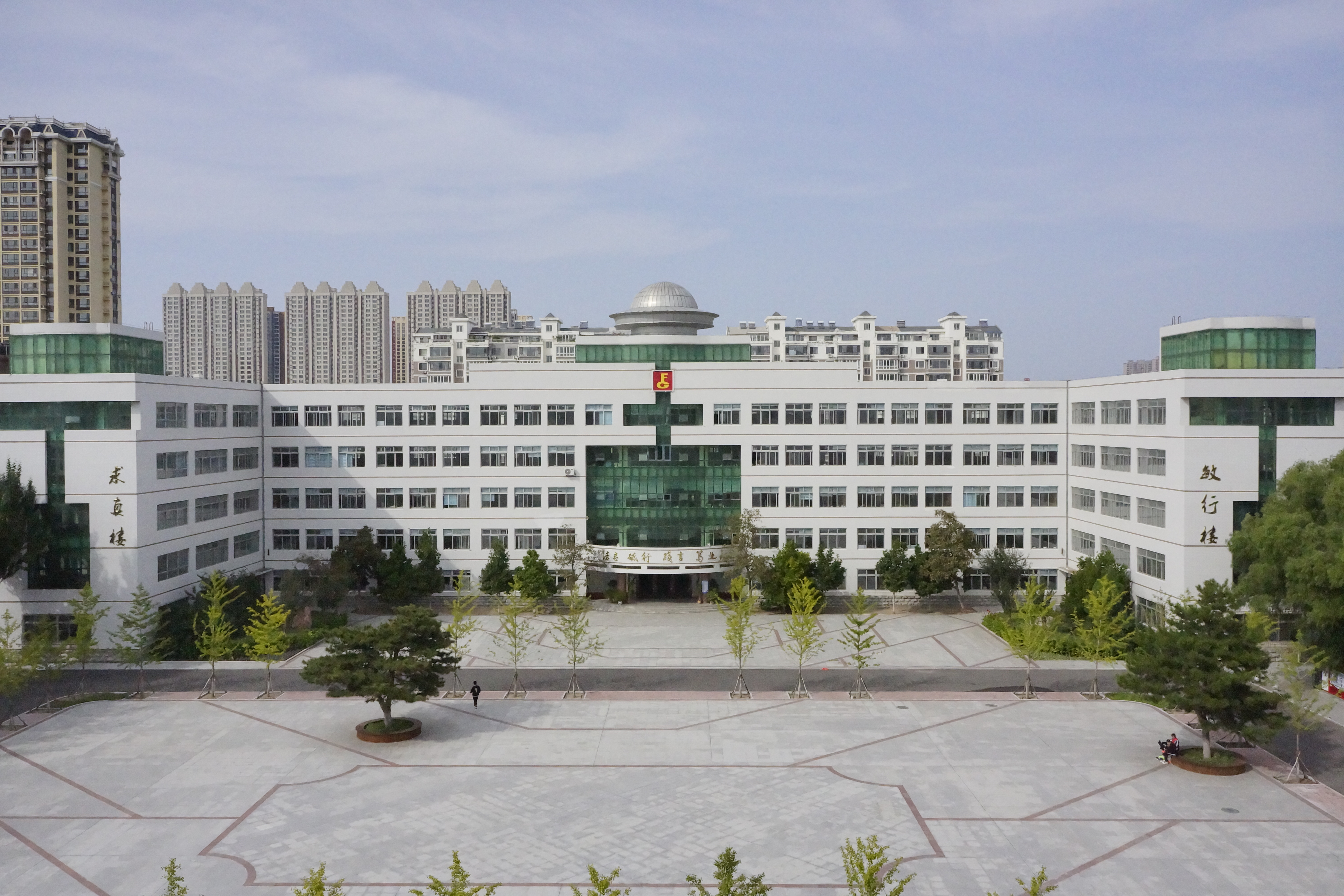
高三教学楼 求真楼（左）& 敏行楼（右）

现有教学楼三座（每个年级一座），有图书馆，报告厅，宿舍楼，图书馆，体育馆，餐厅等教育教学设施。

## 学校历史

### 解放战争时期
1946年2月19日，原国民党起义将领韩梅村于利用伪锦州省阜新市国民高等学校校舍，卖掉了市政府的小轿车作为办学经费创办了热河省立阜新中学，并兼任校长。学校分设初中部，高中部，共有学生625人，其中初中部设9个班级，共有学生535人；高中部设2个班级，有学生90人。
1948年3月18日，阜新解放。4月5日，辽北省政府接收了这所学校并改为辽北省第八中学（简称辽北八中），李长桢任校长。王平任副校长。9月，李长桢离职，王平主持工作，后担任校长。1948年9月，辽北八中师生奉命转移到阜新市北部农村地区。
阜新市高级中学前身为热河省立阜新中学，由国民党爱国将领韩梅村于1946年2月19日创立，1948年4月更名为辽北省第八中学，1952年迁到现址，更名为阜新市高级中学。1958年被确立为辽宁省重点中学，1978年又被确立为辽宁省首批办好重点高中。2003年被评为辽宁省示范性高中，2021年被评为辽宁省特色高中。

## 知名校友
- 赵忠贤，中国高温超导研究的奠基人之一[6]，中国科学院院士[7]，获2016年国家最高科学技术奖[6]，2024年9月13日，被授予“人民科学家”国家荣誉称号[8]，1955级[來源請求]
- 温树林，原山东大学材料表征与分析中心教授，美国纽约科学院院士[9]，1960届[來源請求]
- 杨春贵，马克思主义哲学家，曾任中央党校副校长，[10]1963级[來源請求]
- 王玉民，中国发展战略学研究会常务副理事长，曾任中国科学技术大学副校长[11]，1959届[來源請求]
- 张秉德，少将军衔，原山东省委常委、省军区政委，[12]1968年入伍
- 谢友鄞，中国作家协会会员，国家一级作家[13]，1968届[來源請求]
- 徐宝慈，加拿大滑铁卢大学教授，地质学专家[14]，1975届[來源請求]
- 吴亚男，上将军衔，曾任中国人民解放军中部战区司令员，现任中央军委联合参谋部副参谋长，第二十届中央委员会委员[15]，1980届[來源請求]
- 陈曦，清华大学物理系教授，“863计划”成员，获陈嘉庚科学奖（2012年）[16]，1988届[來源請求]
- 史庆伟，天津城建大学党委书记，原天津大学团委书记 、共青团天津市委副书记[17]，1988届[來源請求]
- 刘超，现青海省政府副省长[18]，1989届[來源請求]
- 施展，政治学学者，外交学院教授、外交学院世界政治研究中心主任[19]，1995届[來源請求]
- 王勇，清华大学第33任学生会主席，世纪明德创始人[20]，1996届[來源請求]
- 齐兴达，清华大学第38任学生会主席，曾任全国学联主席，现任清华大学团委副书记[21]，2006届[來源請求]

## 友好学校
- 中国衡水第一中学
- 中国衡水市第二中学
- 新英格兰大学（原联合办学学校）
- 阿米代尔男中（原联合办学学校）
- 阿米代尔女中（原联合办学学校）